# 格呂沙因特峰

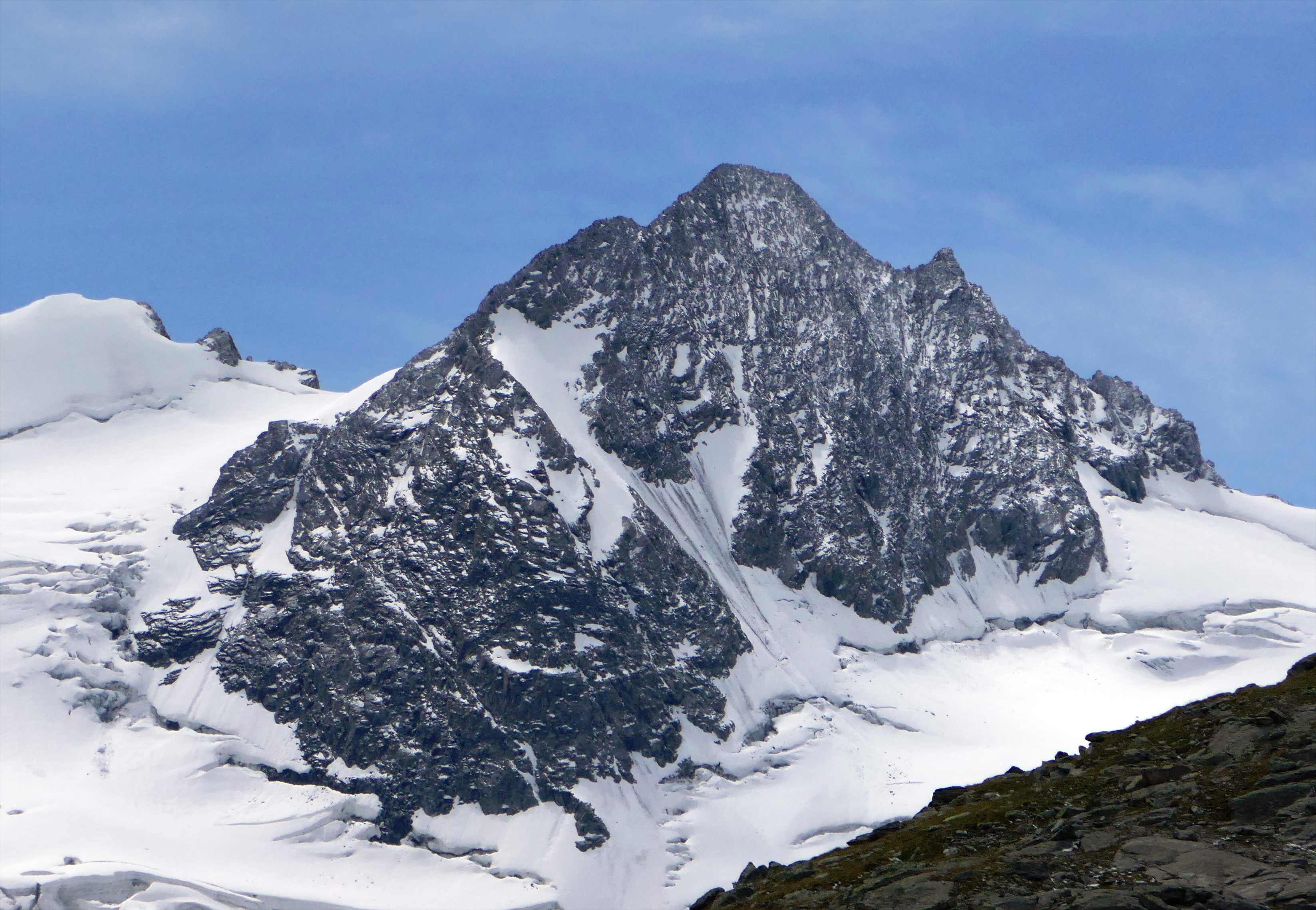

46°21′44.8″N 9°50′24.5″E / 46.362444°N 9.840139°E
格呂沙因特峰（義大利語：Piz Glüschaint），是中歐的山峰，位於意大利和瑞士接壤的邊境，屬於貝爾尼納山脈的一部分，海拔高度3,594米，每年平均降雨量1,693毫米。